# パーマカルチャー
パーマカルチャー（英語: Permaculture）とは、エコロジカルデザイン・環境デザイン分野の用語であり、自然のエコシステムを参考にし、持続可能な建築や自己維持型の農業システムを取り入れ、社会や暮らしを変化させる総合的なデザイン科学概念。完結自給型農業開発とも。

## 定義
パーマカルチャー (Permaculture) という言葉は1970年代にオーストラリア南部のタスマニア島で暮らしていたデビッド・ホルムグレンとビル・モリソンが作った造語である。ふたりによれば最初その言葉はパーマネント (permanent) とアグリカルチャー (agriculture) を組み合わせ「永続する農業」という意味が込められている。パーマカルチャーを初めて世に問うふたりの唯一の共著『パーマカルチャー・ワン』（1978年）によれば、「動物や多年生の植物、および自家更新する植物を人間が利用する目的で組みあわせたシステムであり、それは常に進化する」と定義されている。
パーマカルチャーの元となるパーマネント・アグリカルチャーという概念は、ふたりが『パーマカルチャー・ワン』の中で指摘するようにモリソンやホルムグレンの創造ではない。パーマネント・アグリカルチャー（永続する農業、持続型農業）はアメリカの土壌学者、FHキングが日本、中国、朝鮮半島の視察について綴った『東アジア四千年の永続農業（農文協、 杉本俊朗訳）の副題で使われていた。また、J・ラッセル・スミスが1929年に出版した『トゥリー・クロップス (Tree Crops)』の副題もパーマネント・アグリカルチャーだった。すでに20世紀初頭において、そのような考え方が生まれてきたことから、「永続しない」農業が支配的になりつつあったことがうかがえる。
このようにパーマカルチャーは、少なくともその創世においては動物や多年生の木を組み合わせ、その特性を利用する。そして野菜など一年生の植物を野生化し、多年生化する、それが基本の概念だった。一年生の野菜や穀物に依存する現代人の暮し方、単一作物栽培、モノカルチャーを指向する農業に頼りっきりな現代社会への批判であり、もうひとつの生き方の可能性、社会のあり方を提示するものだった。「永続的な農業（パーマネント・アグリカルチャー）」を指すとされたパーマカルチャーだが、提唱されてから30年以上を経て、最近では「永続的な文化（パーマネント・カルチャー）」を意味するという解釈が広がりつつある。ホルムグレンは2012年に邦訳が出版された『パーマカルチャー：農的暮らしを実現するための12の原理』（コモンズ、リック・タナカら訳）で「食物や繊維、エネルギーなど人間の必要を満たすため、自然の中に見られるパターンや関係を真似し、風土を意識的にデザインすること」と定義している。ホルムグレンは、ピークオイルと気候変動の発症など人間社会がこれまでにない変動を迎える時代、右肩上がりに成長しない不確実な時代に、パーマカルチャーは「下降の時代の文化」としてその真価を発揮すると説く。

## パーマカルチャー、3つの倫理
パーマカルチャーの初期の文献では、以下に掲げるデザイン原理同様、倫理（道徳的な訓戒、原理）についても明記されていなかった。世界各地での教育や実践を経て、パーマカルチャーは次の三つの倫理に基づくと理解されるようになった。これらの倫理は宗教や共同体の倫理に関する研究から抽出されたとされる
。
- 地球に配慮する (Care for the earth) - 全ての生命システムが持続し繁栄できる状態を維持する。人間は地球の健康なしに繁栄できないのであり、これが最も基本の倫理である。
- 人びとに配慮する (Care for the people) - 人々が存続するために必要な資源を供給する。
- 余剰は分かち合い、消費と再生産には限度を設けよ (Set limits to consumption and reproduction, and redistribute surplus) - 健康な自然システムは、それぞれ生存に必要な要素を互いに供給しあっている。人類も同様のことができる。我々が各々らに必要なものを供給しあうことで、我々は上記の方針に必要な資源を確保する事ができる。

## パーマカルチャーの原理
パーマカルチャーの原理はシステム思考やデザイン思考と呼ばれる世界観から生まれており、自然と産業化以前の持続可能な社会を観察することで普遍な原理が抽出できるという考えに基づいている。パーマカルチャーのデザイン原理は生態学、特にハワード・オーダムなどのシステム生態学に基づくとされ、環境地理学や民族生物学などにも影響を受けた。
これらの原理は、これからの脱産業化社会において土地や資源を持続可能に利用する際、世界のどこにでも適用できると考えられている。パーマカルチャーの原理は簡潔な文章やスローガンで表される。これらの原理は、さまざまな選択肢を検討する時にチェックリストとして利用される。原理は万国共通に当てはまるが、その具体的な適用はそれぞれの場所や状況により、大きく異なる。ホルムグレンは「パーマカルチャーの花」で個人、経済、社会、政治の再編成にもこれらの原理が有効であるとしている。
パーマカルチャーの原理が最初から重要視されていたわけではなく、『パーマカルチャー・ワン』では「パーマカルチャーの木」と呼ばれる図が原理を紹介するために用いられ、デザイン理論とその適応例が紹介されるにとどまっていた。デザイン原理をモリソンが初めて提示するのは1991年に出版されたレニー・スレイとの共著『パーマカルチャー：農的暮らしの永久デザイン』（農文協、 田口 恒夫、小祝 慶子訳）においてである。このリストはアメリカ人パーマカルチャー教師、ジョン・キネイが作成したもので、それ以降、広く使われるようになった。ホルムグレンは『パーマカルチャー』で、次の12のデザイン原理を掲げている。ホルムグレンは「パーマカルチャーが新しい思想であり、まだ、発展途上にあることを考えれば」と断った上で、「このリストは有効ではあるが、不断の見直しが必要で、さらに明晰にしていかなければ、創造的な解決方法をさっと見つけ出す助けにはならない」と、それを盲目的に教条的にとらえることを戒めている。
【原理1】 まず観察、それから相互作用
【原理2】 エネルギーを獲得し、蓄える
【原理3】 収穫せよ　
【原理4】 自律とフィードバックの活用
【原理5】 再生可能な資源やサービスの利用と評価　
【原理6】 無駄を出すな
【原理7】 デザイン――パターンから詳細へ
【原理8】 分離よりも統合
【原理9】 ゆっくり、小さな解決が一番
【原理10】 多様性を利用し、尊ぶ
【原理11】 接点の活用と辺境の価値
【原理12】 変化には創造的に対応して利用する

## 日本におけるパーマカルチャー
日本におけるパーマカルチャー運動の歴史は、1993年に農文協からモリソンの『パーマカルチャー』が翻訳出版されたことから始まる。それ以前にも雑誌などでパーマカルチャーの概念などが紹介されたことはあったが、あまり人の注目するところとはならなかった。翌年の1994年にオーストラリアよりパーマカルチャーの教師であるリー・ハリソンが日本に招かれ、日本各地でワークショップや講演を行ない、翌年には日本で初めてのパーマカルチャーデザインコース（PDC）が開催された。1996年にパーマカルチャー・センタ−・ジャパンが設立され、翌1997年には創始者のビル・モリソンが日本に招かれ、パーマカルチャーセンタージャパンや愛農学園などで講演やワークショップが開催された。2001年にはパーマカルチャーネットワーク九州が設立された。2003年に初めての全国大会が開かれ、各地からパーマカルチャー活動家が安曇野にあるシャロムヒュッテに集結した。2004年、パーマカルチャー・センタ−・ジャパンのNPO法人化を記念し、ホルムグレンを招いた講演ツアーが実施された。2009年にパーマカルチャー関西が、2011年にはパーマカルチャー中部ができ、2012年にはホルムグレンの『パーマカルチャー』が邦訳出版された。
ホルムグレンの日本滞在記『日本におけるパーマカルチャー』参照。